# Amphicyclotulus perplexus
Amphicyclotulus perplexus là một loài ốc nhiệt đới đất liền có mang và nắp (động vật chân bụng)|nắp ốc, là động vật chân bụng sống trên cạn động vật thân mềm thuộc họ Neocyclotidae.
This land snail species is vulnerable to the possibility of extinction.

## Phân bố
Nó là loài đặc hữu của đảo the của Guadeloupe, Tây Indies.